# Sin gamulán
«Sin Gamulán» es una canción de la banda argentina Los Abuelos de la Nada, compuesta por Andrés Calamaro y publicada en el primer álbum "Los Abuelos de la Nada", (1982).
«Sin Gamulán» se convirtió en uno de los primeros éxitos de la banda, presentó en la escena argentina a un nuevo talento: Andrés Calamaro.
«Sin Gamulán» fue una de las canciones emblemáticas de la época de la transición del rock argentino de la época dictatorial, tras la Guerra de Malvinas y la democracia.

## Otras versiones
La cantante chilena Nicole graba una versión en 1994 para su segundo disco Esperando Nada.

## Músicos
- Andrés Calamaro: voz principal y coros, piano eléctrico
- Miguel Abuelo: coros
- Gustavo Bazterrica: guitarra eléctrica y coros
- Cachorro López: bajo y coros
- Daniel Melingo: clarinete y coros
- Polo Corbella: batería híbrida y coros